# Ejército Popular de Voluntarios
El Ejército Popular de Voluntarios (Por sus siglas en inglés PVA; chino simplificado: 中国 人民 志愿军; chino tradicional: 中國 人民 志願軍; pinyin: Zhōngguó Rénmín Zhìyuànjūn; lit .: 'Ejército de Voluntarios del Pueblo de China') eran las fuerzas armadas de voluntarios desplegadas por la República Popular China durante la guerra de Corea. Aunque todas las unidades del PVA en realidad fueron transferidas del Ejército Popular de Liberación (el nombre oficial de las fuerzas armadas chinas) bajo las órdenes de Mao Zedong, el PVA se constituyó por separado para evitar una guerra oficial con Estados Unidos. El PVA entró en Corea el 19 de octubre de 1950 y se retiró por completo en octubre de 1958. El comandante nominal y comisario político del PVA antes del Acuerdo de Armisticio de Corea era Peng Dehuai, aunque tanto Chen Geng como Deng Hua sirvieron como comandante interino y comisario después de abril de 1952 debido a la enfermedad de Peng. Las unidades iniciales (del 25 de octubre al 5 de noviembre de 1950) en el PVA incluyeron los Cuerpos 38, 39, 40, 42, 50, 66 con un total de 250.000 hombres y, finalmente, alrededor de 3 millones de civiles y militares chinos sirvieron en Corea en julio de 1953.

## Historia
Aunque las fuerzas del Comando de las Naciones Unidas (CNU) estaban bajo el mando de Estados Unidos, este ejército era oficialmente una fuerza de "policía" de la ONU.  Para evitar una guerra abierta con los EE. UU. y otros miembros de la ONU, la República Popular China desplegó el Ejército Popular de Liberación (EPL) bajo el nombre de "ejército de voluntarios".
Sobre el nombre, hubo varias opiniones. Según algunos académicos a mediados de la década de 1990, después de que la República Popular China tomó la decisión estratégica de enviar soldados a Corea, el primer nombre de este ejército fue "ejército de apoyo". Huang Yanpei, el vice primer ministro del Consejo de Administración Gubernamental del Gobierno Popular Central en ese momento, sugirió que el nombre "ejército de apoyo" podría hacer que la comunidad internacional asumiera que China estaba enviando soldados como un acto de agresión directa contra los Estados Unidos. Por lo tanto, el nombre del ejército se modificó a "ejército de voluntarios" mientras que en su lugar se usaron diferentes designaciones de unidades y bases, para dar la impresión de que China no tenía la intención de declarar la guerra contra los  Estados Unidos, sino que los soldados chinos solo estuvieron presentes en los campos de batalla coreanos como voluntarios individuales. Por otro lado, algunos estudios recientes muestran que el cambio no se debió solo al consejo de Huang. Porque mucho antes, el 7 de julio de 1950, el primer ministro chino Zhou Enlai ya había cambiado el nombre a "ejército de voluntarios" en su manuscrito sobre la decisión de la vestimenta y las banderas del ejército.
A pesar de los argumentos sobre el cambio de "Ejército de Apoyo del Pueblo" a "Ejército de Voluntarios del Pueblo", el nombre también fue un homenaje al Ejército de Voluntarios de Corea que había ayudado a los comunistas chinos durante la segunda guerra sino-japonesa  y la guerra civil china. También logró engañar a la inteligencia estadounidense y a la ONU sobre el tamaño y la naturaleza de las fuerzas chinas que ingresaron a Corea. Pero el resultado fue que todavía admitieron el nombre, "Ejército de Voluntarios del Pueblo", para minimizar la guerra dentro de la península de Corea y evitar una escalada de la guerra.

## Fortalezas y debilidades

### Uniforme

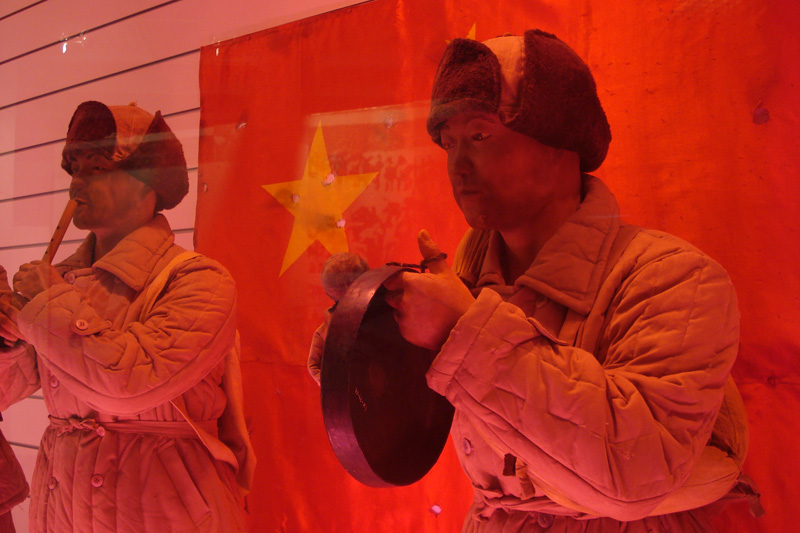
Uniforme del PVA. Tengase en cuenta la flauta y el gong, que era lo que los soldados del PVA solían usar para comunicarse en la batalla.

El soldado del PVA estaba razonablemente bien vestido, de acuerdo con el origen guerrillero del EPL y las actitudes igualitarias. Todos los rangos vestían una combinación de camisa y pantalón verde o caqui de algodón o lana y los uniformes de los líderes tenían un corte diferente.

### Equipamiento

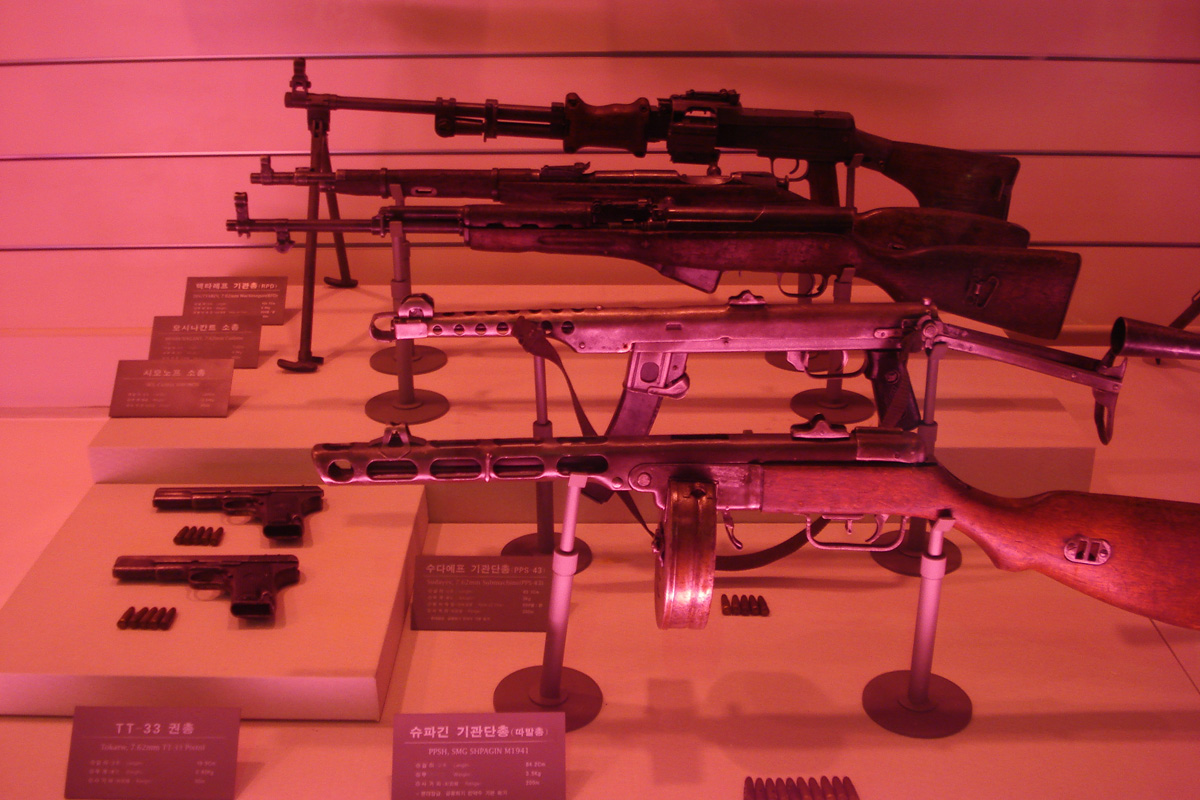
Armas del PVA

La fuerza nominal de una división del EPL era de 9500 hombres, con un regimiento compuesto por 3000 y un batallón compuesto por 850. Sin embargo, muchas divisiones enviadas a Corea estaban por debajo  mientras que las divisiones estacionadas frente a Taiwán estaban por encima de la fuerza. También hubo variación en la organización y el equipo, así como en la cantidad y calidad del equipo militar.  Algunos de los equipos del EPL eran del Ejército Imperial Japonés o fueron capturados de las fuerzas militares del Kuomintang. Algunas armas fabricadas en Checoslovaquia también fueron compradas en el mercado abierto por la República Popular China. Durante la primera ofensiva del PVA (la llamada Campaña de Primera Fase) en la guerra de Corea entre octubre y noviembre de 1950, se utilizaron grandes cantidades de armas estadounidenses capturadas debido a la disponibilidad de las municiones requeridas y la creciente dificultad del reabastecimiento constante a través del río Yalu debido a numerosas operaciones de interdicción aérea conducidas por la ONU
Además, también había una copia local del subfusil Thompson estadounidense producida por la República Popular China, basada en el tipo que ya había sido exportado y utilizado en China desde la década de 1930 y por las tropas de la ONU durante la guerra de Corea. Más tarde, después del primer año de la guerra de Corea, la Unión Soviética comenzó a enviar más armas y municiones a la República Popular China, que comenzó a producir copias con licencia de algunos tipos de armas soviéticas, como el PPSh-41, que fue designada como Tipo 50. Además del excedente de armas soviéticas de la Segunda Guerra Mundial, la Unión Soviética también proporcionó algunas armas pequeñas alemanas de la Segunda Guerra Mundial a los chinos como el rifle Karabiner 98k.  Las municiones excedentes de Mauser también fueron suministradas por la Unión Soviética o estaban disponibles en las existencias dejadas por las fuerzas del KMT que también usaron municiones alemanas.

## Tácticas
Las fuerzas del PVA utilizaron ataques rápidos en los flancos y la retaguardia y infiltración detrás de las líneas de la ONU para dar la apariencia de grandes hordas. Esto, por supuesto, fue aumentado por la táctica PVA de maximizando sus fuerzas para el ataque, asegurando una gran superioridad numérica local sobre su oponente. Las victorias iniciales del PVA fueron un gran impulso moral para el PVA.  Sin embargo, a fines de 1951, las líneas de suministro demasiado extendidas y la potencia de fuego superior de la ONU habían forzado un punto muerto. El Ejército Popular de Corea que invadió en 1950 había estado mucho mejor abastecido y armado por los soviéticos que el PVA. Las principales armas del PVA fueron las armas japonesas y nacionalistas capturadas.
Roy Appleman las tácticas chinas iniciales como:

En la Primera Fase Ofensiva, las tropas de infantería ligera enemigas altamente calificadas habían llevado a cabo los ataques chinos, generalmente sin la ayuda de armas más grandes que los morteros. Sus ataques habían demostrado que los chinos eran bomberos disciplinados y bien entrenados, y particularmente expertos en la lucha nocturna.  Eran maestros en el arte del camuflaje. Sus patrullas tuvieron un éxito notable en la localización de las posiciones de las fuerzas de la ONU.  Planearon sus ataques para colocarse en la retaguardia de estas fuerzas, cortarles sus vías de escape y suministro, y luego enviar ataques frontales y de flanco para precipitar la batalla. También emplearon una táctica que denominaron Hachi Shiki, que era una formación en V en la que permitían que las fuerzas enemigas se movieran;  los lados de la V luego se cerraron alrededor de su enemigo mientras otra fuerza se movía debajo de la boca de la V para enfrentarse a cualquier fuerza que intentara liberar a la unidad atrapada.  Tales fueron las tácticas que los chinos usaron con gran éxito en Onjong, Unsan y Ch'osan, pero solo con un éxito parcial en Pakch'on y la cabeza de puente de Ch'ongch'on.

## Disciplina
La disciplina del PVA era estricta según los estándares occidentales, una mejora notable en comparación con los ejércitos nacionalistas y de caudillos militares que gobernaron el país desde 1912 hasta 1949. La disciplina se aplicó universalmente dentro del ejército, y se esperaba que los miembros del Partido Comunista de China (PCCh) fueran castigados más que los soldados que no pertenecían al Partido por la misma infracción. Palizas y abusos también estaban prohibidos por las regulaciones. Aunque la pena capital se aplicaba por desobedecer ciertas órdenes, rara vez se usaba de acuerdo con las tradiciones chinas. Normalmente, las vergüenzas públicas y los campos de adoctrinamiento político eran métodos preferidos para lidiar con infracciones graves como la deserción, y se espera que el castigado regrese al frente con su unidad original.
Al igual que el Ejército soviético, los oficiales políticos y militares formaban una doble cadena de mando dentro del PVA, y este arreglo se podía encontrar tan bajo como el nivel de la compañía. Los oficiales políticos estaban a cargo del control y la moral de las tropas, y a menudo se esperaba que actuaran como modelos a seguir en el combate. A diferencia de otros ejércitos comunistas del mismo período, aunque los oficiales políticos tenían autoridad sobre los oficiales militares en las decisiones de combate, los oficiales militares podían emitir órdenes sin la aprobación de los oficiales políticos, ya que los oficiales políticos a menudo tenían amplia experiencia militar, mientras que la mayoría de los oficiales militares eran miembros superiores del Partido dentro de una unidad.
Además de los oficiales políticos, los miembros del Partido y los candidatos del Partido también impusieron controles políticos dentro de las filas como los candidatos del partido. Las reuniones de grupo se usaban con frecuencia para mantener la cohesión de la unidad, y dentro de las reuniones se realizaban autocritica para elevar la moral a los soldados.
El subproducto del estricto control político dentro del PVA es que se basó en la presencia de los miembros del Partido dentro de sus filas para ser efectivo en el combate. Una unidad del PVA podía desintegrarse una vez que los miembros del Partido morían o resultaban heridos en acción. Además, el estricto control político había creado una insatisfacción general entre las filas chinas y requería un adoctrinamiento político constante.  y alta presión de grupo para mantener alta la moral de cada soldado.